# Těšínské jazzové trojčení

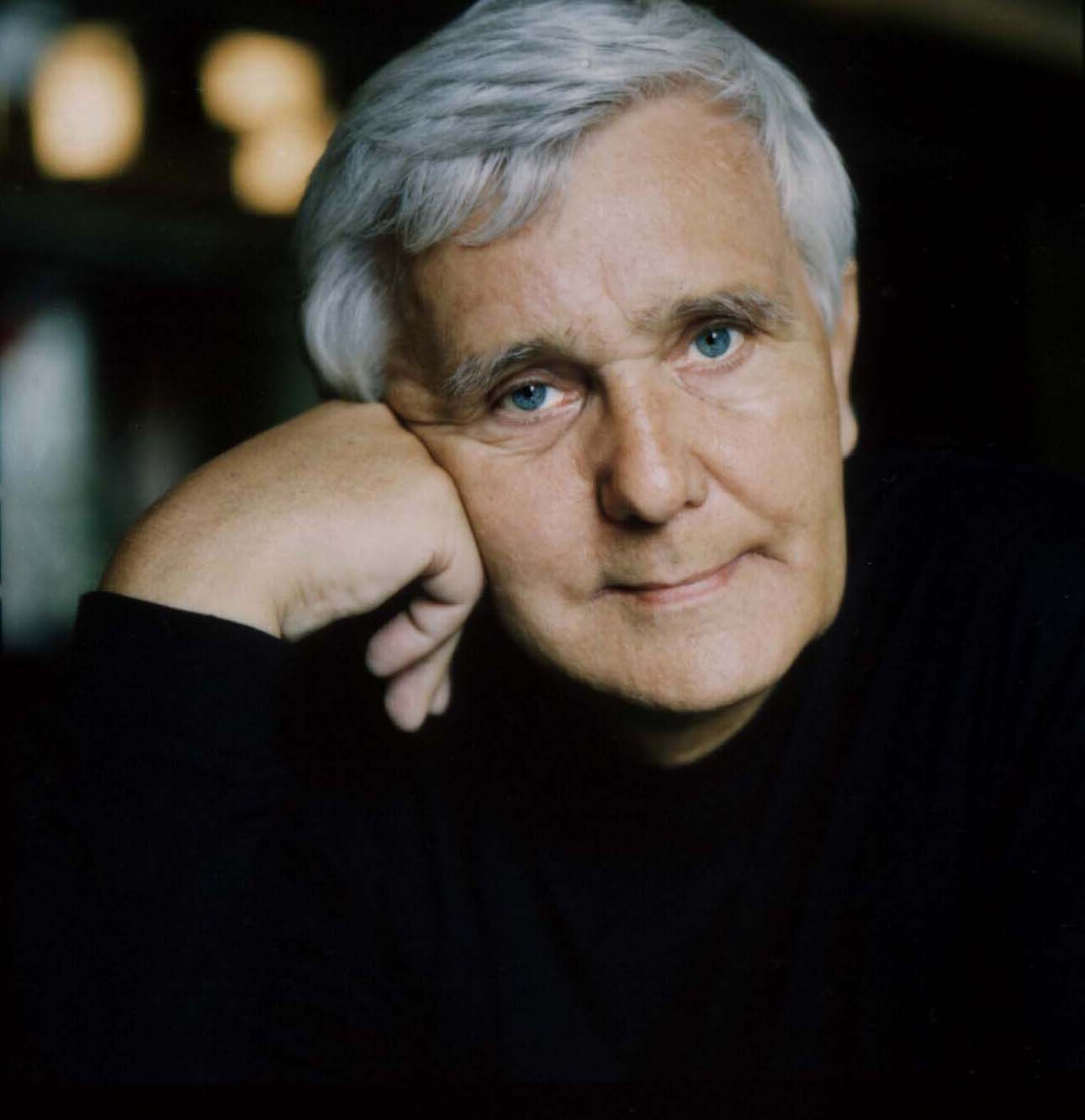
Jan Trojak (1944–2005), zakladatel a sponzor Těšínského jazzového trojčení, autor loga

Těšínské jazzové trojčení je jazzová akce, která probíhá v květnu v Českém Těšíně. 
Jde o setkání předních jazzových hudebníků, zpěváků a zpěvaček.

## Název
Název vymyslel Ruda Marek a odvodil jej od jména hlavního pořadatele Trojaka, tedy Trojčení. 

## Popis
Je to akce, která probíhá od roku 2003. Dříve se konala i 4krát za rok. Hlavním pořadatelem a sponzorem byl ředitel FIN clubu Jan Trojak (1944–2005). V roce 2018, kdy se konala po 24., akce probíhala v Jazzklubu KaSS Střelnice v Českém Těšíně.

## Historie
- 28. března 2003 historické první Těšínské jazzové trojčení divadelní klub Těšínského divadla
  -     - Host večera Günter Kočí
- 20. června 2003 druhé Těšínské jazzové trojčení divadelní klub Těšínského divadla
  -     - Host večera Laďa Kerndl
- 26. září 2003 třetí Těšínské jazzové trojčení divadelní klub Těšínského divadla
  -     - Hosté večera Jitka Vrbová a "Bažík" Pavelka
- 19. prosince 2003 čtvrté Těšínské jazzové trojčení divadelní klub Těšínského divadla
  -     - Těšínský bard Jaromír Nohavica, Hosté večera Jana Píchová a Milan Míša Michna
- 20. března 2004 páté Těšínské jazzové trojčení salonek hotelu Central
  -     - Host večera Yvonne Sanchez
- 17. prosince 2004 šesté Těšínské jazzové trojčení
  -     - Hosté večera Jana Píchová, Zbigniew Brzuska; Křest knihy Český jazzký Těšín
- 8. ledna 2005 Těšínské jazzové trojčení salonek hotelu Central
  -     - Host večera Tereza Duchková
- 28. října 2005 hotel Central
  -     - Host večera Jaromír Nohavica; věnováno památce Jana Trojaka
- 19. května 2006 hotel Central
  -     - Host večera Beata Hlavenková
- 24. listopadu 2006 salonek La Cascada, hotel Central
  -     - Host večera Jiří Urbánek BAND
- 26. října 2007 Jazzklub na Střelnici
  -     - Hosté večera Gabriela Kočí, Günter Kočí
- 16. května 2008 Jazzklub na Střelnici
  -     - Host večera Dáša Libiaková
- 24. října 2008 Jazzklub na Střelnici
  -     - Host večera Jiří Stivín
- 29. května 2009 Jazzklub na Střelnici
  -     - Hosté večera Lenka Dusilová, Beata Hlavenková
- 21. května 2010 Jazzklub na Střelnici
  -     - Hosté večera Jiří Urbánek BAND & Dana ***Hosté večera Noemi Bocek, Daniela Czudková, Tamara Tomoszek
- 2013 Jazzklub na Střelnici
  -     - K úmrtí Rudy Marka
- 2016 Jazzklub na Střelnici
  -     - Křest CD-obal Tamara & Dina
- 19. května 2017 Jazzklub na Střelnici 23. Těšínské jazzové trojčení
  -     - Host večera Marcin Zupanski
- 25. května 2018 dvacátýčtvrtý ročník Těšínského jazzového trojčení jazzklub KaSS Střelnice
- 24. května 2019 dvacátýpátý ročník Těšínského jazzového trojčení jazzklub KaSS Střelnice
  -     - Hráč na foukací harmoniku Tomasz Lasota

## Galerie

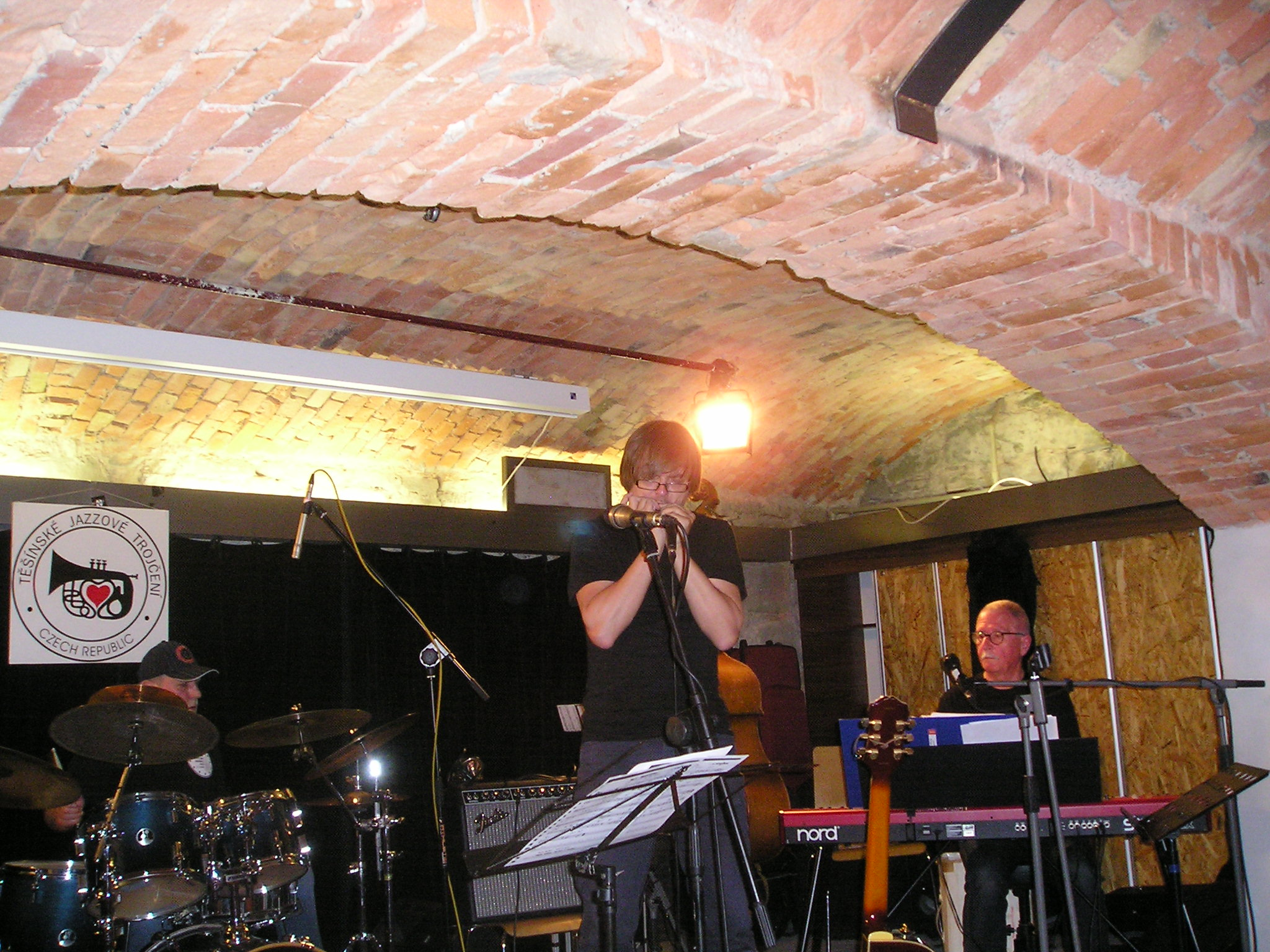
Hráč na foukací harmoniku Tomasz Lasota
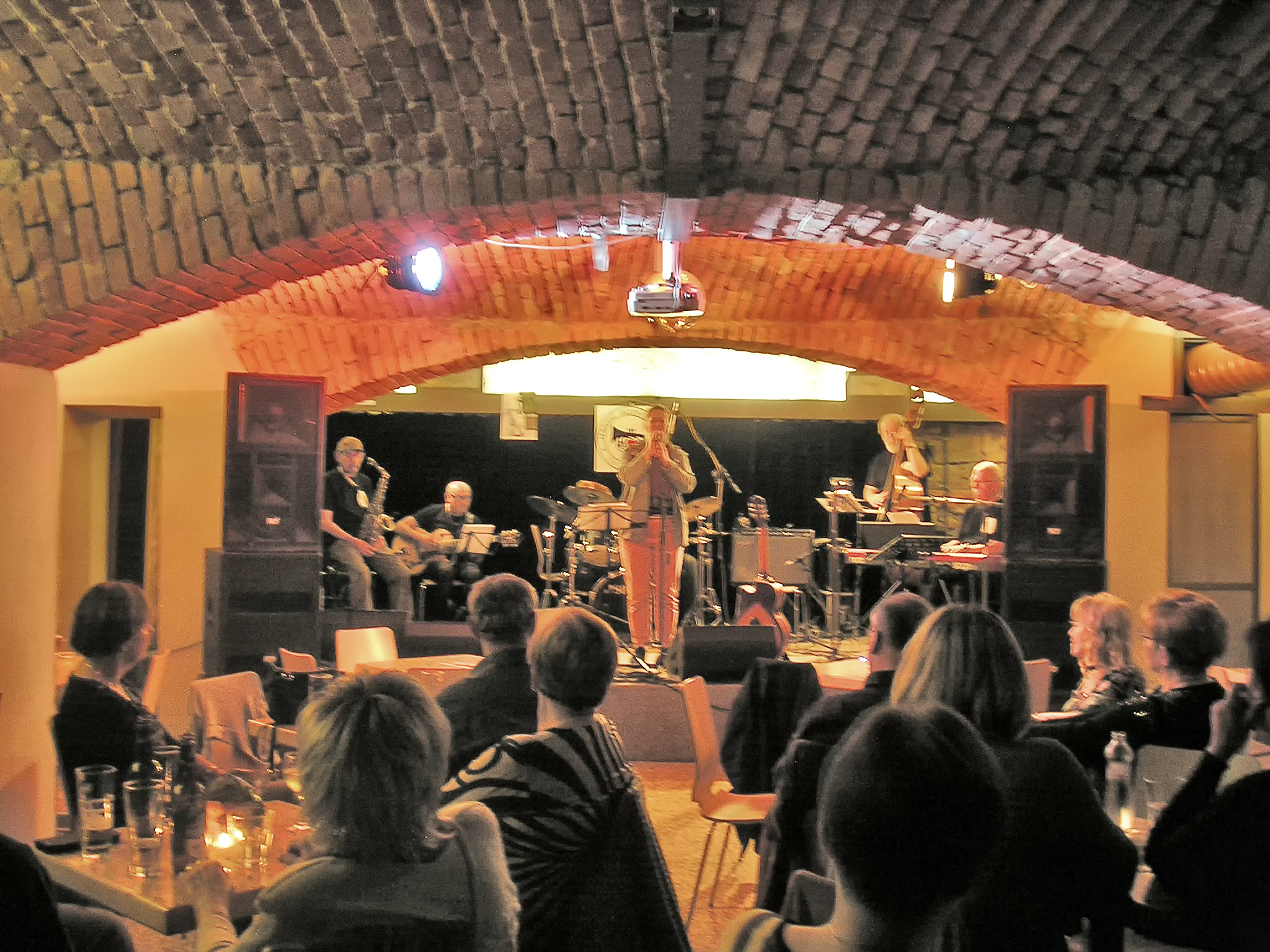
Daniela Dina Sedláčková s Formací JazzQ
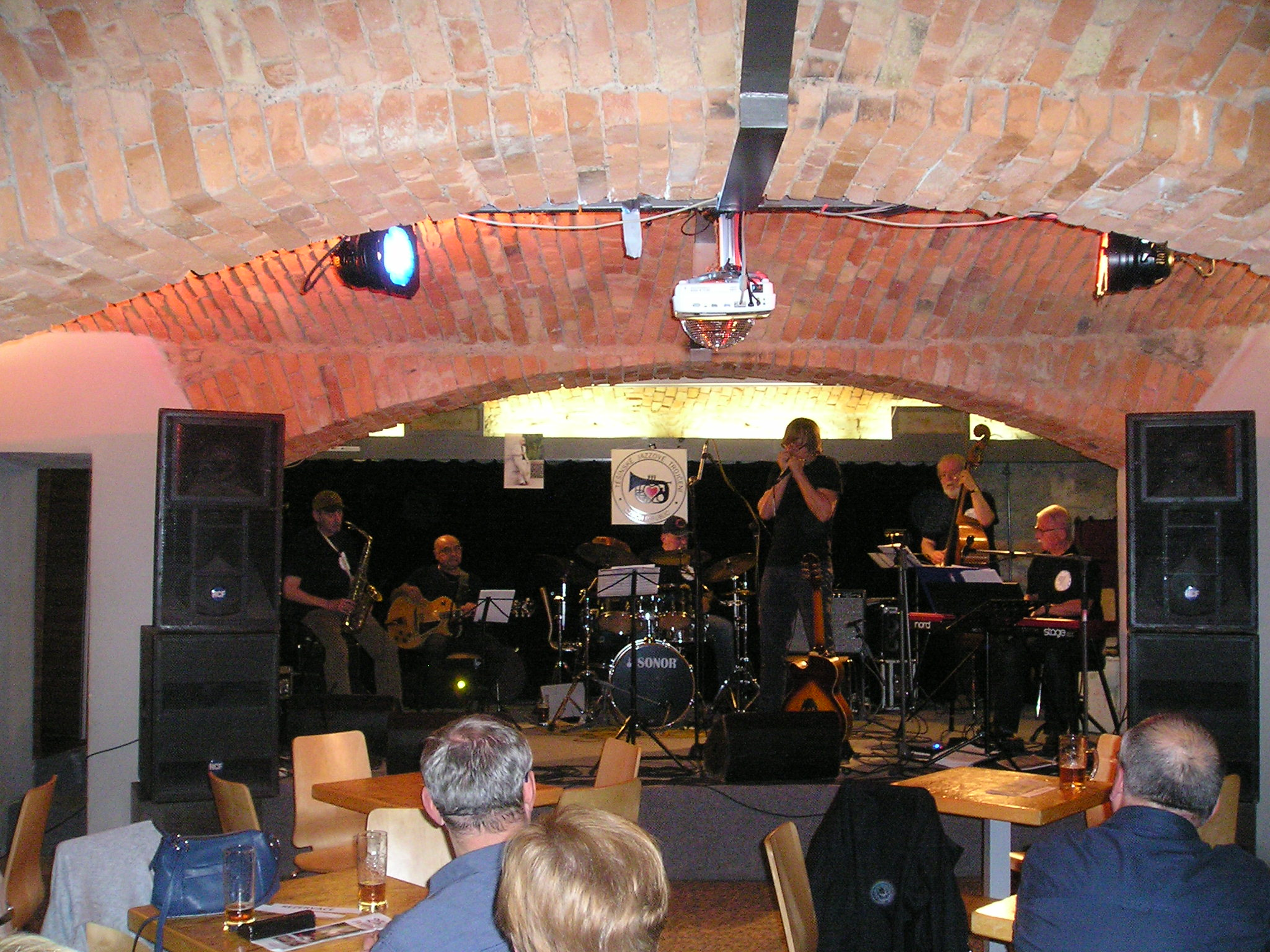
Formace JazzQ a Tomasz Lasota